# Вінницька трагедія

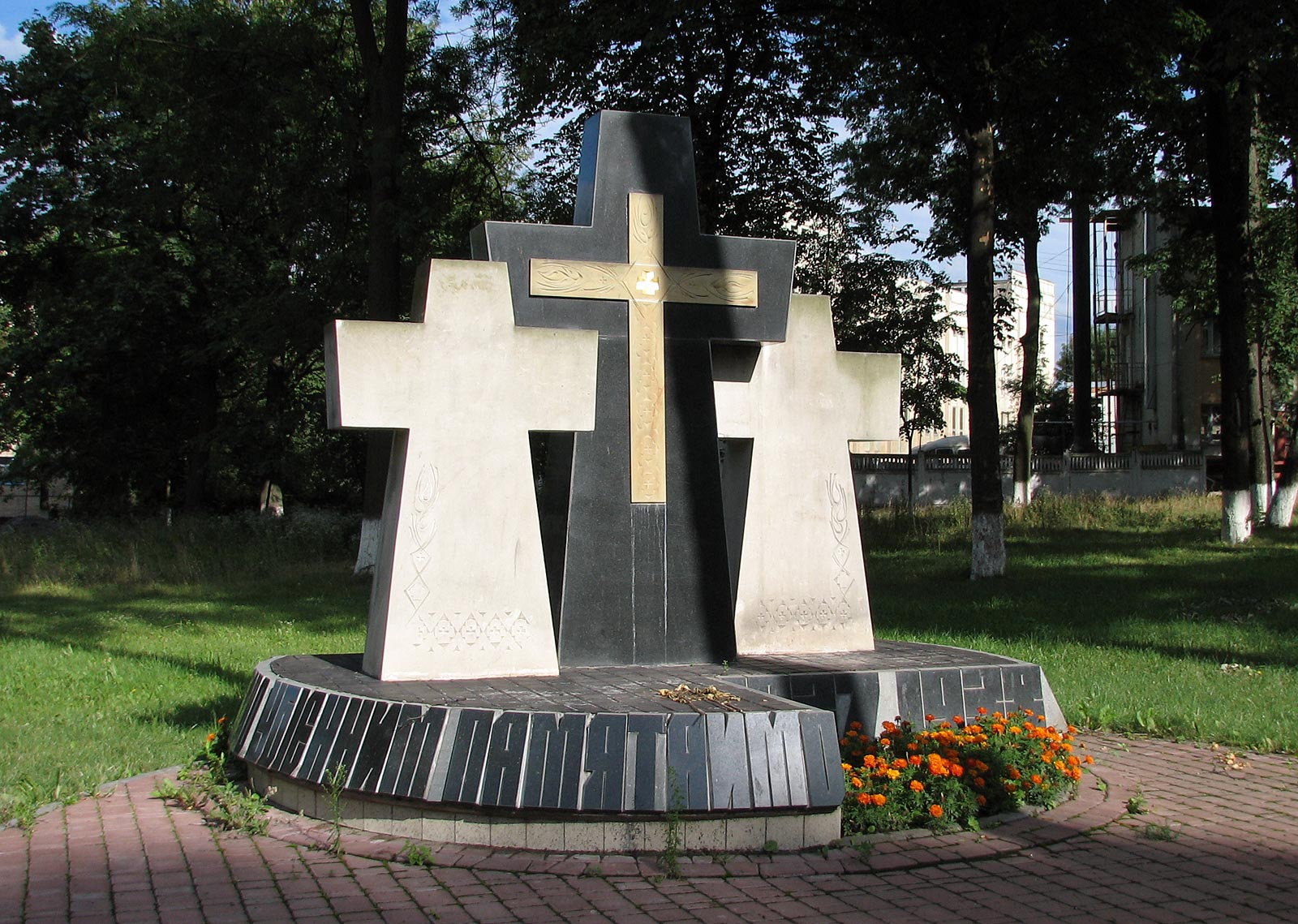
Монумент жертвам сталінського терору 1937—1938 років у Вінниці.

Ві́нницька траге́дія — масові розстріли українців у Вінниці, що здійснювалися НКВС СРСР протягом кількох років перед початком Другої світової війни.
Масові репресії проти українського населення інтенсифікувалися влітку 1937 року, а останні були зафіксовані в місцевій в'язниці перед відступом Червоної армії 1941 року.
Дослідження цих злочинів почалося під час німецької окупації Вінниці. На прохання місцевої громади і з санкції німецької адміністрації організоване дослідження поховань почалося у травні 1943 року. За результатами розслідування було виявлено 91 масове поховання й ексгумовано 9439 тіл. Місцеві жителі впізнали серед загиблих 468 родичів. Ця інформація, фото й результати розслідування використовувалися пропагандою Третього Рейху для компрометації Радянської влади під час війни. Після війни Радянська влада продовжила замовчування і активне приховування репресій, а на місці масових поховань репресованих у Вінниці навіть був розбитий "Парк культури і відпочинку ім. Гагаріна" і влаштована алея каруселей і атракціонів. В Україні перші правдиві публікації про трагедію з'явилися тільки 1988 року. За результатами сучасних досліджень, вважається, що загальна кількість репресованих за цей період у Вінниці й області сягає близько 20 000 осіб.

## Передумови репресій
Серед істориків, які досліджують цей періоду Радянської історії не існує одностайності щодо причин сталінського терору. Більшість, однак, дотримуються думки, що репресії були спричинені низкою різних факторів і їх метою було встановлення тоталітарного режиму в СРСР. Одними з основних передумов терору визначали такі, як боротьба з проявами невдоволення серед населення, побоювання «внутрішнього ворога» та виникнення «п'ятої колони», і передусім намагання Сталіна та його оточення позбутися політичних супротивників режиму в країні. Нова хвиля репресій середини 30-х років також збіглася з процесом індустріалізації країни. Деякі невдачі в процесі втілення перших П'ятирічних планів були покладені на переважно уявний спротив внутрішніх ворогів та націоналістичних елементів. Хоча червоний терор застосовувався більшовицькою владою проти власного населення майже з моменту приходу до влади, в середині 1930-х років репресії почали розповсюджуватися не лише на незначну кількість реальних ворогів режиму, але також і на потенційних ворогів, які, в переважній більшості, виявилися невинним населенням багатьох сіл і міст країни.
Іншою метою терору було також прагнення встановити в країні атмосферу невпевненості й повної залежності від волі лідера партії та «батька народів» Й. Сталіна. Це в свою чергу унеможливлювало існування опозиції режимові не тільки в суспільстві, але й у лавах партії, яка зазнала в ті роки значної чистки. Одним з перших жертв Сталіна та його оточення стали члени партії, які були в опозиції до нього особисто та до його політики. Окрім членів партії, репресії зачепили також майже всі сфери суспільного життя, зокрема, армію та органи НКВС, де старі революційні кадри були замінені новими, відданими Сталіну. Таким чином, після ліквідації існуючої опозиції, чистка в лавах партії, армії та НКВС (як і в суспільстві в цілому) була розрахована здебільшого на ліквідацію потенційних, а не справжніх ворогів режиму.

## Репресії 37-38 років

### Репресії в Україні
Нова хвиля масового терору в СРСР почалася з призначенням Миколи Єжова на посаду голови НКВС восени 1936 року. Саме 4 жовтня 1936 року Політбюро ЦК ВКП(б) задовольнило прохання про колективні репресії списком. Для розгляду колективних справ були створені, так звані «трійки», які засуджували, часом сотні людей. Одним з основних вироків були багаторічні ув'язнення в сталінських таборах і розстріли. Більше того, 31 липня 1937 року був затверджений проект наказу № 00447 НКВС СРСР, який наказував репресувати сотні тисяч людей в різних регіонах Радянського Союзу. Для України було встановлено обов'язкову кількість репресованих — 28100 осіб, з яких 7800 мали були засуджені до розстрілу. Керівництво місцевих НКВС мало можливість збільшити цю кількість за окремими поданнями. Для Вінницької області ліміт репресій було встановлено в розмірі 4000 осіб, з яких 1000 мали засудити до смертної кари. Для спрощення репресій за ініціативи Вишинського 11 вересня 1937 року було також ухвалено рішення про можливість прийняття обвинувального вироку за добу до фактичного розгляду справи. Вироки, прийняті таким чином, а дуже часто і вища міра покарання виконувалися негайно.
Пік репресій припав на осінь 1937 та початок 1938 року, коли були затверджені нові рознарядки та збільшена квота репресованих у Вінницькій області. До Вінниці почали звозити тіла страчених з усієї області для поховання. Були й очевидці страт у самій Вінниці, але інформація про них поширювалася дуже повільно через побоювання репресій. 31 січня 1938 року було затверджено додаткову кількість репресованих та проголошено кампанію боротьби з «колишніми куркулями», «контрреволюційним національним елементом», «кримінальним елементом» і «активним антирадянським елементом». На прохання українського НКВС ліміт заарештованих в рамках кампанії було збільшено на 30 000 осіб. За даними СБУ у 1937—1938 роках було засуджено майже 200 тис. осіб, з яких до вищої міри покарання було притягнуто понад 120 тис. Майже всі — за рішенням «трійок».

### Репресії на Вінниччині

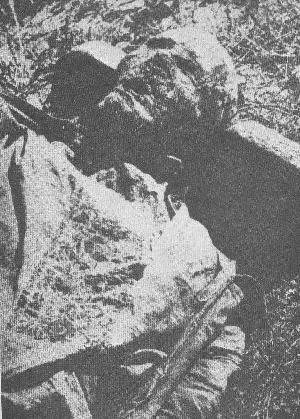
Одна з жертв репресій у Вінниці впізнана по вишиванці.

Проведення репресій у Вінницькій області, яка на той час була прикордонним регіоном з «буржуазною» Польщею та Румунією, було дещо специфічним. В області мешкала значна частина колишніх вояків армії Української Народної Республіки та Української Галицької армії. З огляду на близькість кордону, численні родинні та приятельські зв'язки з закордонним населенням, вважалося, що в області існує ціла мережа «агентів іноземних розвідок», «диверсантів» та «ворогів народу». Спеціально для боротьби з ними до Вінниччини був відряджений Іван Корабльов — один з найдосвідченіших працівників НКВС. Вже в квітні 1938 року Корабльов просив збільшити ліміт смертельних вироків в області. За час проведення «антикуркульської» операції 1937 року в Україні було репресовано 159 576 осіб, а 1938 році — 108 006. Тільки у Вінницькій області було страчено близько 20 000 чоловік.
Репресії починалися зі списків підозрюваних, які складалися райвідділами НКВС і затверджувалися обласним управлінням. Арештованих зразу примушували зізнатися у підривній діяльності, при чому Корабльов щодня вимагав дедалі вищі показників розкритих ворогів народу. Щоб примусити арештованих зізнатися їх часто піддавали тортурам. За ініціативи Корабльова була проведена операція проти польської меншини в області, яка розглядалася, як ворожа до режиму. 9 серпня 1937 року була проведена депортація поляків до Сибіру.
Допит підозрюваних відбувався у будинку НКВС на вулиці Дзержинського в Вінниці. Хоча камери були розраховані на 16 чоловік, в кожній було більше сотні затриманих. Крім страшних умов утримання в камерах, в'язнів дуже часто піддавали тортурам з наміром вибити силою зізнання і таким чином виконати рознарядку на розкриті злочини. Ушкодження й травми у в'язнів були настільки звичними та чисельними, що у в'язниці було три медичні працівники, які займалися перев'язуванням та доглядом за травмованими.

### Страти
23 липня 1937 року був затверджений склад «трійки» по Вінницькій області, до складу якої увійшли секретар обкому Володимир Чернявський, начальник обласного управління НКВС М. Тимофєєв, обласний прокурор І. Ярошевський. 1938 року «трійка» затверджувала щоденно сотні, а іноді й тисячі смертельних вироків. Через велику кількість жертв, вироки затверджувалися списками, на яких позначали строк ув'язнення або вищу міру покарання. Арештованих доставляли до будинку НКВС у Вінниці та до місцевої тюрми. Смертельні вироки виконувалися негайно, майже щодня. Страти виконувалися здебільшого в подвір'ї будинку НКВС на вул. Дзержинського, а поховання жертв відбувалося в трьох місцях міста: у парку імені Горького, біля православного цвинтаря та у фруктовому саду.
Фруктовий сад займав один гектар площі і розташовувався на Підлісній вулиці. Наприкінці 1938 року сад несподівано обнесли високим та щільним парканом та обтягнули на горі колючим дротом. Коли на території побудували невеличкий будинок, місцеві жителі вже не звертали увагу на присутність машин та людей на території саду. За свідченням тих, що мешкали неподалік, до саду часто та переважно вночі заїжджали машини і був чутний гомін людей та постійний гул моторів. Засуджені копали могили у формі траншеї, які розташовувалися між деревами і мали глибину 2-3 метрів. Земля з наступної братської могили йшла на закопування попередньої. Тіла були здебільшого звалені хаотично, без порядку і пересипані вапном. В середньому в кожній братській могилі знаходилося від 33 до 144 тіл. Родичам загиблих повідомляли, що арештованих засуджено до тривалих строків ув'язнення без права листування й вислано у віддалені райони СРСР.

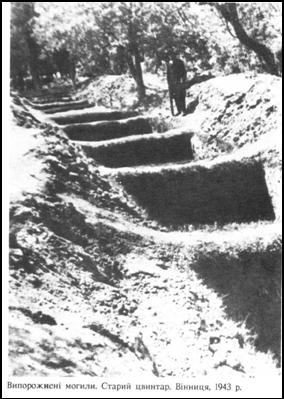
Порожні братські могили на православному цвинтарі.

За зізнанням свідків та наявності інших фактів було встановлено, що страти проводилися на подвір'ї будинку НКВС. Припускають, що жертв викликали з камер під приводом відправки на заслання, зв'язували руки й по одному страчували на подвір'ї. У місці, де півколом розташовувалися гаражі, під час страт заводили машини аби заглушити постріли пістолетів. Попри це, деякі свідки чули постріли, але не приділяли їм уваги. Після страт з гаражів водою змивали кров і вантажили тіла для перевезення на місце поховання в готових могилах у Вінниці.
Репресованих також ховали на православному цвинтарі та у парку культури. Фруктовий сад та територія цвинтаря були оголошені військовими зонами і вхід на них було заборонено. На території цвинтаря було викопано 15 братських могил, а у парку — 14. Місцеві жителі бачили вантажівки й людей на території цвинтаря та парку, але здебільшого не підозрювали нічого надзвичайного. Декілька людей, які за тих чи інших обставин були обізнані про справжні події в цих місцевостях Вінниці, через побоювання репресій не розголошували цієї таємниці. На місці поховання в парку якраз над двома могилами встановили майданчик для танців, а над другою владнали «кімнату сміху». На іншій ділянці над могилами встановили гойдалку, але коли з часом почав просідати ґрунт, щоб не викликати підозри її прибрали і засадили кущами.

## Розслідування

### Розкопки могил

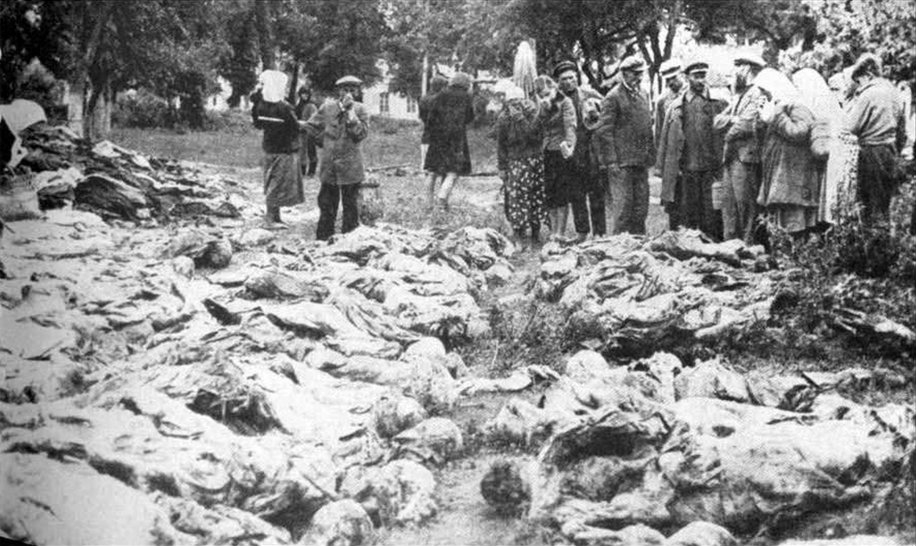
Мешканці Вінниці шукають рідних серед ексгумованих тіл репресованих.

Масові поховання людей у Вінниці залишалися поза увагою мешканців аж до початку війни 1941 року. Як і в багатьох інших містах України під час відступу Червоної армії НКВС терміново й масово страчувала в'язнів у своїх в'язницях. Після відступу місцеві жителі почали сходитися до в'язниці для впізнання репресованих. У цей час було зроблено декілька запитів до німецької окупаційної влади з проханням розслідувати інші поховання, про які в місті ширилися чутки. Однак німецька влада не мала бажання шукати могили, оскільки не бачила потреби в психологічній чи ідеологічній війні проти СРСР і розраховувала на швидку військову перемогу. Ситуація змінилася лише 1943 року, коли Німеччина почала зазнавати поразок на східному фронті й тепер уже мала бажання використати трагедію для власної мети.
Зокрема, коли 24 травня 1943 року один з місцевих мешканців ненароком натрапив на поховання в парку імені Горького й повідомив владу, німецька адміністрація скористалася нагодою й почала розкопки. Іншим фактором, який спонукав німців до розслідування трагедії, були подібні розкопки, які вже почалися на місці розстрілу полонених поляків у Катині за місяць до того, і які вже стали засобом антирадянської пропаганди.

### Комісії та розслідування
Коли німецька адміністрація нарешті дозволила розкопки та розслідування поховань, 15 червня 1943 р. було створено першу слідчу комісію під головуванням німецького професора Ґерхарда Шрадера. Комісія складалася переважно з німецьких патологоанатомів та медиків, але в ній також брали участь два місцевих лікаря — лікар Дорошенко та професор судової медицини з Краснодарського університету Малінін. Саме ця комісія була відповідальна за ексгумацію тіл, яка здійснювалася до середини червня. Пізніше, під керівництвом професора Кармера, заступника Ґерхарда, ця комісія також встановила та описала стан тіл та речові докази, знайдені в могилах. Попередні висновки комісії дали підставу запросити міжнародну комісію, до якої ввійшли судово-медичні експерти з 11 країн Європи:

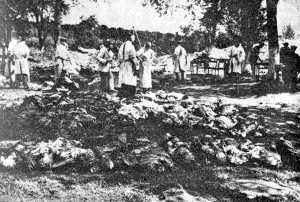
Комісія на місці розкопок.

- Д-р. Зоенен з Ґентського університету, Бельгія.
- Д-р. Михайлов з Софійського університету, Болгарське царство.
- Д-р. Песонен з Гельсінського університету, Фінляндія.
- Д-р. Дювуа з Паризького університету, Франція.
- Д-р. Каццаніґа з Міланського університету, Королівство Італія.
- Д-р. Людевіт Юрак з Загребського університету, Незалежна Держава Хорватія.
- Д-р. ден Поортен з Амстердамського університету, Нідерланди
- Д-р. Біркле з Бухареста, Румунське королівство.
- Д-р. Геґквіст з Каролінського інституту, Стокгольм, Швеція.
- Д-р. Крсек з Братиславського університету, Словацька республіка.
- Д-р. Ференц Орсоз з Будапештського університету, Угорське королівство.

Крім того, разом з міжнародними експертами до Вінниці також прибула ще й інша німецька комісія, яка складалася з 13 судово-медичних експертів із різних німецьких університетів. Ці комісії на підставі речових доказів та ексгумованих тіл зробили свої власні розслідування. Міжнародна комісія опублікувала свої результати 15 липня 1943 р., а німецька — 29 липня. Обидві комісії дійшли здебільшого однакових висновків щодо медичних фактів та обставин страти. На підставі звітів медичних комісій німці почали ще й кримінальне розслідування. Було створено дві кримінальні комісії, які почали допити свідків серед місцевого населення. Свідчення давали родичі загиблих, секретарі та прибиральники в будинку НКВС, а також ті, хто бачив чи чув про поховання в місті.
Під час кримінального слідства та розкопок на перших етапах робилася спроба встановити національність жертв. Попри це, було суворо заборонено згадувати про росіян, євреїв та циган серед жертв репресій. Під час кримінального розслідування слідчі старанно виконували наказ Генріха Гіммлера, а пізніше й голови Райхскомісаріату Україна Еріха Коха про нагнітання напруги та антагонізму між різними етнічними групами України. Метою кримінального слідства було довести причетність євреїв та росіян до злочинів проти українців. Під час розкопок, коли несподівано почала збільшуватися й кількість упізнаних польських жертв, заборона згадування поширилася і на представників цієї національності. Після 204-ї жертви поляків інших не було ідентифіковано. Під час допиту свідків акцент робився на національності слідчих і свідків підштовхували до вказування на євреїв серед працівників НКВС . Попри це, нема підстав сумніватися, що переважна більшість жертв були українцями, оскільки з ідентифікованих жертв більше двох третин були українцями й не існує документального підтвердження тези про засилля євреїв у НКВС у ті роки. Крім того, свідки та українське духовенство попри заборону німців продовжувало згадувати у проповідях та службі про різні національності жертв .

### Ексгумація та розпізнання тіл
У місцях поховання в місті почалася ексгумація жертв терору. Тіла загиблих перебували під двометровим шаром землі та ще шаром одягу, який клався на тіла. В деяких могилах був лише одяг і власні речі страчених. Загиблі покоїлися здебільшого без порядку переплутані один з одним, деякі були пошкоджені вапном та хімічними процесами в могилах. Огляд трупів також встановив, що деякі з них мали сліди тортур — вибиті зуби, поламані кістки. Наявність ґрунту у легенях, шлунку та стравоході дозволив зробити припущення, що принаймні дві жертви були поховані ще живими. Одяг, який знаходили в могилах, розвішували на мотузках і дротах між дерев, щоб місцеві жителі мали можливість упізнати його та встановити належність. У цей час до Вінниці почали з'їжджатися мешканці області, переважно жінки, в пошуках відомостей про зниклих безвісти рідних. За характерними частинами одягу, місцевими жінками було розпізнано 468 тіл їхніх чоловіків та синів. Іншу частину жертв — 202 тіла — було ідентифіковані завдяки знайденим у них документам. Оскільки риси обличчя в більшості трупів вже було важко встановити, тисячі імен решти загиблих не було встановлено. Усього було розкопано 95 могил й ексгумовано 9439 тіл.
| місцезнаходження     | кількість могил | кількість репресованих |
| -------------------- | --------------- | ---------------------- |
| Фруктовий сад        | 39 могил        | 5644 тіл               |
| Православний цвинтар | 42 могили       | 2405 тіл               |
| Парк ім. Горького    | 14 могил        | 1383 тіл               |

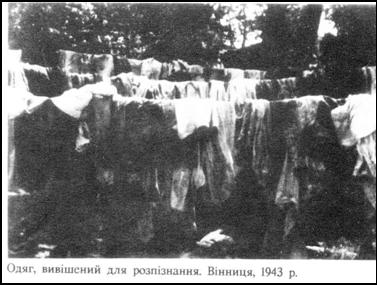

Більшість тіл мали сліди поодиноких вогнепальних пострілів, переважно в голову. Деякі тіла мали кілька поранень, а інші мали значні травми черепа, від яких, вочевидь, настала смерть. У трупів чоловічої статі руки були зв'язані за спиною, у деяких також і ноги. Було знайдено також 169 жіночих трупів, 49 з яких були голі. На відміну від чоловіків жіночі трупи не були зв'язані. Деякі тіла були настільки пошкоджені, що встановити вік було вже неможливо, однак більшість трупів були чоловічої статі віком 30-40 років.
| вік                  | кількість репресованих |
| -------------------- | ---------------------- |
| 20—30 років          | 626 тіл                |
| 30—40 років          | 5976 тіл               |
| 40—50 років і старші | 1366 тіл               |

Оскільки більшості страчених перед тим повідомляли, що вони відбувають на тривале заслання, багато з них мали власні речі, з якими їх і було поховано. Серед тіл було знайдено документи, записки, дрібні речі та книги, за якими вдалося ідентифікувати деякі імена загиблих та встановити приблизний час страт. З перших 500 жертв вдалося встановити що, більшість — 212 чоловік були селянами, а також 62 робітники, 51 службовець, 26 фахівців, 16 військовослужбовців та 4 священики. Фах інших 109 ідентифікованих осіб не вдалося встановити.

### Висновки слідства
Експерти з кількох країн Європи проводили дослідження багатьох тіл загиблих. З черепних порожнин було вийнято кулі, якими здійснювався розстріл. Серед речей загиблих знайшли деякі інші свідчення про обставини трагедії. На підставі ексгумації та огляду тіл міжнародна комісія встановила, що:
1. Смерть страчених настала від вогнепального пошкодження життєво важливих центрів довгастого мозку. У 395 тіл причиною смерті встановлена черепно-мозкова травма.
2. Вхідним вогнепальним отвором є єдиний отвір, розташований на задній поверхні шиї (потилиці). Деякі тіла мали більш ніж один отвір, тобто страчувалися кількома пострілами.
3. Судячи з кіптяви, яка збереглася на місці поранення, постріли здійснювались з дуже близької відстані або впритул.
4. Вилучені з тіл кулі та характер пошкоджень, вказує на те, що розстріли здійснювались із дрібнокаліберної зброї (пістолета).
5. З напрямку ходу вогнепального каналу, встановлено, що постріли здійснювались в задню частину шиї в'язнів, коли вони мали стояти навколішках з низько нахиленою додолу головою.
6. Зважаючи на зазначені трупні зміни, давність перебування тіл у могилах визначається в межах 3-5 років (тобто в pp. 1938—1940)[6].

Попри прохання деяких мешканців Вінниці, розслідування страт у в'язниці 1941 року не проводилося. Також було відмовлено в дослідженні великої братської могили в парку імені Козицького. У тому похованні більшість жертв належала до репресій 1923 року й не цікавила німців.

## Наслідки

### Висвітлення в європейських ЗМІ

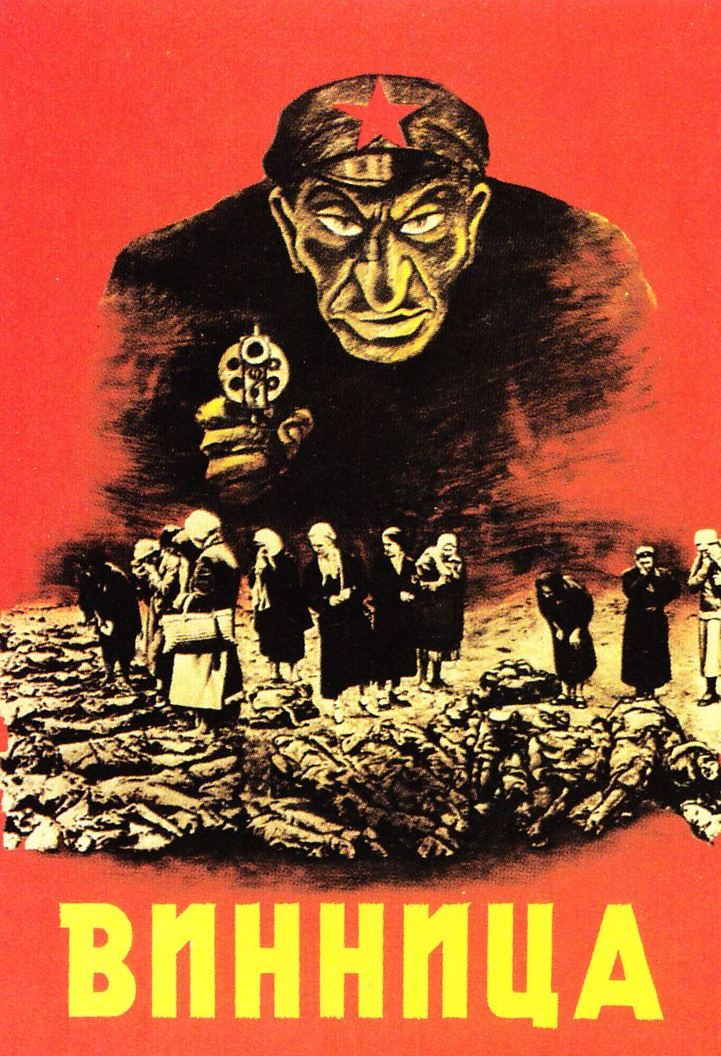
Німецький агітаційний плакат «Вінниця» (Winniza). 1943. Зображеному комісарові надано стереотипні єврейські риси обличчя, щоб підкреслити нібито засилля євреїв у НКВС.

Після завершення розкопок та розслідування 1943 року у Вінниці почалося перепоховання решток репресованих. За християнським обрядом тіла було поховано в семи великих братських могилах і на кошти громади було встановлено обеліск із написом «Тут поховані жертви сталінізму». Тим часом німецька пропаганда почала активно використовувати висновки міжнародної комісії у пропагандистській війні проти Радянського Союзу. Фотографії та відомості про масові розстріли друкувалися в багатьох європейських виданнях і в Україні. Зокрема, акцент було зроблено на тому, що саме українці були жертвами репресій у Вінниці. Німецьке керівництво сподівалося виставити євреїв та росіян як винуватців трагедії, розпалити ворожнечу між народами України й таким чином збільшити кількість українських добровольців у німецьких з'єднаннях. Така тактика розпалювання ненависті між етнічними групами використовувалася й у розслідуванні злочину в Катині, але щодо поляків. Як і у випадку з катинським розслідуванням, німці також випустили плакат під назвою «Вінниця» (див. зображення), який використовували у пропаганді проти Радянської влади та євреїв, які нібито переважали в органах НКВС.

### Реакція більшовиків на викриття
Оскільки відомості про репресії у Вінниці розголосилися в багатьох країнах Європи, Радянський Союз був вимушений відреагувати. Однак провину за репресії було покладено на німців. 12 серпня 1943 року газети «Правда» та «Известия» опублікували звернення Совінформбюро, в якому німців звинуватили в розігруванні «нахабної комедії» з жертвами власних репресій.
Коли 1944 року у місті встановилася радянська влада, пам'ятник швидко перейменували у «пам'ятник жертвам фашизму». Пізніше пам'ятник на місці перепоховання знесли й відновили на тому місці парк.
Також протягом 1944 року були репресовані члени родин, які брали активну участь у німецькому розслідуванні, а також ті, хто поширював відомості про поховання. Попросту знищено усіх свідків.

### Вінницька трагедія як фактор «холодної війни» та увічнення пам'яті

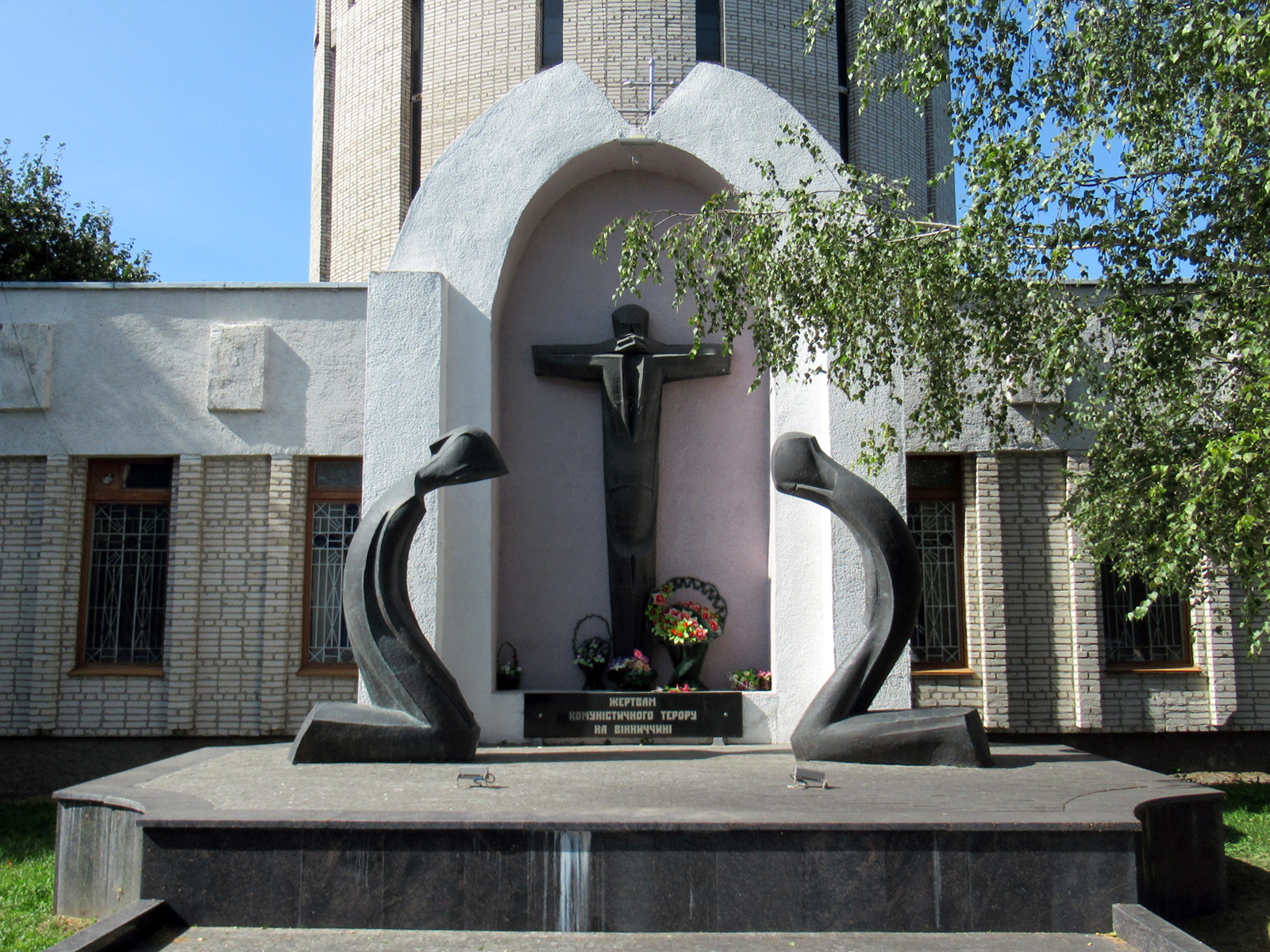
пам'ятник жертвам комуністичного терору на братській могилі на Підлісному кладовищі

Під час «холодної війни» Вінницьку трагедію почали використовувати як зброю в інформаційній війні українські еміграційні кола та США. В газеті «Свобода» 12 липня 1950 року була опублікована стаття «Масові могили у Вінниці знову заповнені жертвами большевицького народовибвства», де анонімний автор викладає історію про показовий розстріл 100 жінок за участі «комісара Рапапорта» 23 березня 1944 року, тобто за кілька днів після повернення радянської влади до Вінниці і використання інших примусово зігнаних вінничан-свідків розкопок 1943 року як «чорної піхоти» в боях за Летичів, Меджибіж, Деражню та Кам'янець-Подільський. Цю ж історію дублює в 1972 році А. Драган у своїй праці «Пам'ятаймо про Вінницю», вказуючи, що «джерело тієї вістки не подане, але „Свобода“ в тому часі мала свого секретного кореспондента за залізною завісою, і не є виключене, що це від нього одержано цю інформацію, не подаючи — із зрозумілих причин — її джерела.» Архівних документів чи свідків показового «розстрілу 100 жінок» наразі не виявлено, тому цю подію слід трактувати як непевну і таку, що не є історично доконаною.
У вересні 1959 року були організовані слухання в американському конгресі, присвячені масовим розстрілам у Вінниці. Ці слухання збіглися з візитом Микити Хрущова до США і цей злочин навмисно пов'язували з особою самого Хрущова. Однак в Україні та СРСР протягом десятиліть репресії у Вінниці залишалися закритою темою. Натомість на заході розслідуванням та розповсюдженням інформації про трагедію опікувалася українська діаспора. Було перевидано дані німецького розслідування, здійснено дослідження та наукові публікації з цієї тематики. Ці дані також використовувалися для критики радянського режиму, який замовчував трагедію протягом десятиріч.
Під час перебудови Радянський Союз визнав провину сталінського режиму за розстріл поляків у Катині та створив спеціальну слідчу комісію, однак схожу Вінницьку трагедію обійшли увагою. Перші згадки про репресії в Україні з'явилися ненароком, коли в одному з архівів показали фрагмент військової хроніки про злочини фашистів, який виявився документальними кадрами німецького розслідування розстрілів у Вінниці. Ця новина і спогади про репресії почали ширитися Вінницею й усією Україною, аж поки 21 вересня 1988 році в газеті «Молодь України» не з'явилася перша правдива публікація про репресії 30-х років на Вінниччині. У 80-ті роки за ініціативи місцевої громади було споруджено пам'ятний знак. На місці поховань збудовано будинок ритуальних послуг, який пізніше перейшов у власність Української Автокефальної Православної Церкви.